# Luke Cundle
Luke Cundle, né le 26 avril 2002 à Warrington en Angleterre, est un footballeur anglais qui joue au poste de milieu central au Millwall FC. 

## Biographie

### En club
Né à Warrington en Angleterre, Luke Cundle est formé par Wolverhampton Wanderers.
Le 25 septembre 2019, Cundle joue son premier match en professionnel, lors d'une rencontre de Coupe de la Ligue anglaise contre le Reading FC. Il entre en jeu à la place de Pedro Neto et son équipe s'impose après une séance de tirs au but,.
Cundle fait sa première apparition en Premier League le 15 janvier 2022, face au Southampton FC. Il entre en jeu à la place de Daniel Podence lors de cette rencontre remportée par son équipe par trois buts à un,. Il connait sa première titularisation en Premier League, le 13 février 2022, contre Tottenham Hotspur. Les Wolves s'imposent ce jour-là par deux buts à zéro,.
Le 29 août 2022, Luke Cundle rejoint Swansea City sous la forme d'un prêt d'une saison.
Le 17 septembre 2022, Cundle inscrit son premier but en professionnel, lors d'une rencontre de championnat face à Hull City. Titularisé ce jour-là, il participe à la victoire de son équipe par trois buts à zéro,.
Le 7 août 2023, Luke Cundle est prêté au Plymouth Argyle FC pour une saison. Cundle est rappelé de son prêt en janvier 2024, puis est prêté de nouveau dans la foulée, cette fois à Stoke City.
Le 31 janvier 2025, Luke Cundle rejoint le Millwall FC. Titulaire le lendemain contre les Queens Park Rangers en Championship, il offre le but de la victoire de la tête.